# Takeshi Niinami

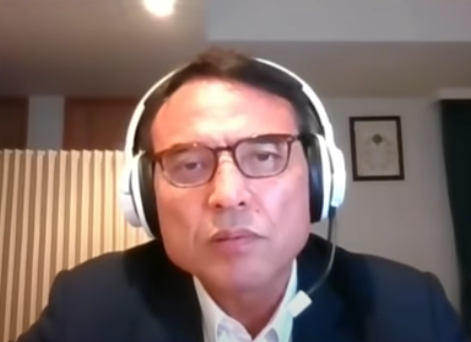
Takeshi Niinami (World Economic Forum Davos 2021)

Takeshi Niinami (japanisch 新浪 剛史; * 30. Januar 1959 in Yokohama) ist ein japanischer Geschäftsmann, der seit 2014 Präsident, CEO und Representative Director von Suntory Holdings Limited ist, dem größten Alkohol- und Getränkehersteller in Japan, zu dessen Portfolio Marken wie Yamazaki und Jim Beam gehören.

## Leben
Niinami studierte Wirtschaftswissenschaften in Stanford und der Keio-Universität, wo er 1981 mit dem Bachelor abschloss. Im selben Jahr begann er seine Karriere bei der Mitsubishi Corporation. 1991 erwarb er den MBA an der Harvard Business School. Im Jahr 1995 wurde er zum CEO der von ihm gegründeten Sodex Corporation (derzeit LEOC Co) ernannt, einem Joint Venture zwischen Mitsubishi und Sodexo (früher Sodexho Alliance) aus Frankreich im Bereich Krankenhausverpflegung. Im Jahr 2002 wurde er zum Präsidenten und CEO von Lawson Inc. ernannt, dem zweitgrößten Convenience-Store-Betreiber. Seit dem 1. Oktober 2014 ist er Präsident und CEO von Suntory Holdings Limited. Die Position als CEO von Nissan Motors lehnte er 2019 ab.
Er war Mitglied des Industrial Competitiveness Council of Japan, und ist Mitglied des Rates für Wirtschafts- und Finanzpolitik (CEFP) als hochrangiger Wirtschaftsberater des Premierministers und Vorsitzender des Ausschusses zur Förderung der integrierten Wirtschafts- und Finanzreformen.
Außerdem ist er stellvertretender Vorsitzender der Japan Association of Corporate Executives (KEIZAI DOYUKAI) und Mitglied des Global Agenda Council on Japan des Weltwirtschaftsforums.
Niinami erhielt den „Outstanding Manager Award“ bei den 21. Corporate Communication Awards der Japan Business Federation (KEIDANREN).